# Mumitroldene (tv-serie fra 1959)
 For alternative betydninger, se Mumitroldene (flertydig). (Se også artikler, som begynder med Mumitroldene)
Mumitroldene var en vesttysk tv-serie produceret af Augsburger Puppenkiste og vist mellem 1959 og 1960. Den er kendt som den allerførste filmatisering af Tove Janssons bøger om Mumitroldene. Figurerne blev spillet af dukker filmet i sort-hvid. Der blev lavet i alt 12 afsnit fordelt på to sæsoner med seks til hver.
 Der er for få eller ingen kildehenvisninger i denne artikel, hvilket er et problem. Du kan hjælpe ved at angive troværdige kilder til de påstande, som fremføres i artiklen.